# Хелена Вали Вест Сентрал (Монтана)
Хелена Вали Вест Сентрал (енгл. Helena Valley West Central) насељено је место без административног статуса у америчкој савезној држави Монтана.

## Демографија
По попису из 2010. године број становника је 7.883, што је 900 (12,9%) становника више него 2000. године.
| Група             | 2000.         | 2010.         |
| Белци             | 6.719 (96,2%) | 7.418 (94,1%) |
| Афроамериканци    | 11 (0,2%)     | 27 (0,3%)     |
| Азијати           | 17 (0,2%)     | 43 (0,5%)     |
| Хиспаноамериканци | 68 (1,0%)     | 161 (2,0%)    |
| Укупно            | 6.983         | 7.883         |